# Henry Clutterbuck (cầu thủ bóng đá)
Henry James Clutterbuck (tháng 6 năm 1873 – 19 tháng 2 năm 1948) là một cầu thủ bóng đá người Anh thi đấu ở vị trí thủ môn. Ông có 89 lần ra sân ở Football League thi đấu cho Small Heath, Grimsby Town và Chesterfield. Ông cũng thi đấu cho Queens Park Rangers, New Brompton và Fulham tại Southern League. Clutterbuck sinh ra ở Wheatenhurst, Gloucestershire, và mất ở Gloucester.